# Праща

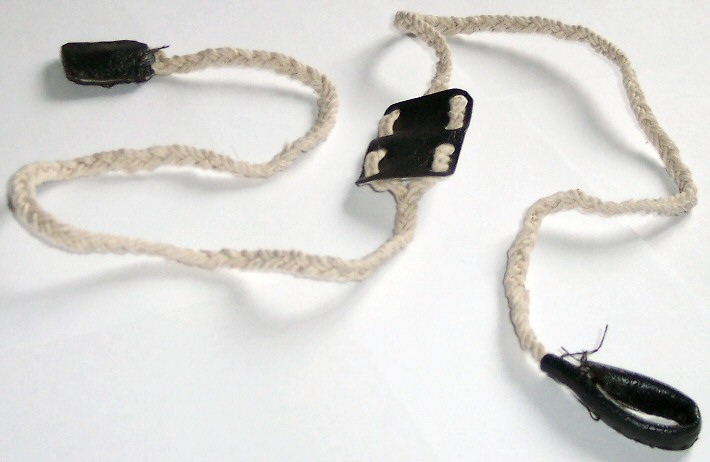
Верёвочная праща.

Праща́ (σγενδονήται, funda) — гибкое, жёсткое или комбинированное метательное военное или охотничье орудие, или Пра́ща ж. пра́щица, или пращ м. (от прать? пря?) сложенный петлею ремень, вервь, иногда с донцем, куда кладется камень, который мечут с большою силою, закружив пращу. 
Оружие предназначено для метания камней или специально изготовленных пуль. Воин с оружием, пра́щею — Пра́щник. Искусством бросать камни из пращи особенно славились вениамитяне. Жители Балеарских островов считались искусными пращниками, и пользовались благодаря этому большим почётом как в войске Ганнибала, так и позднее в римской армии. Пращники оказывали большую услугу и при завоевании крепких городов. На начало XX столетия праща употреблялась у народов Полинезии, на Малайском архипелаге в Чили, Перу, Огненной Земле.

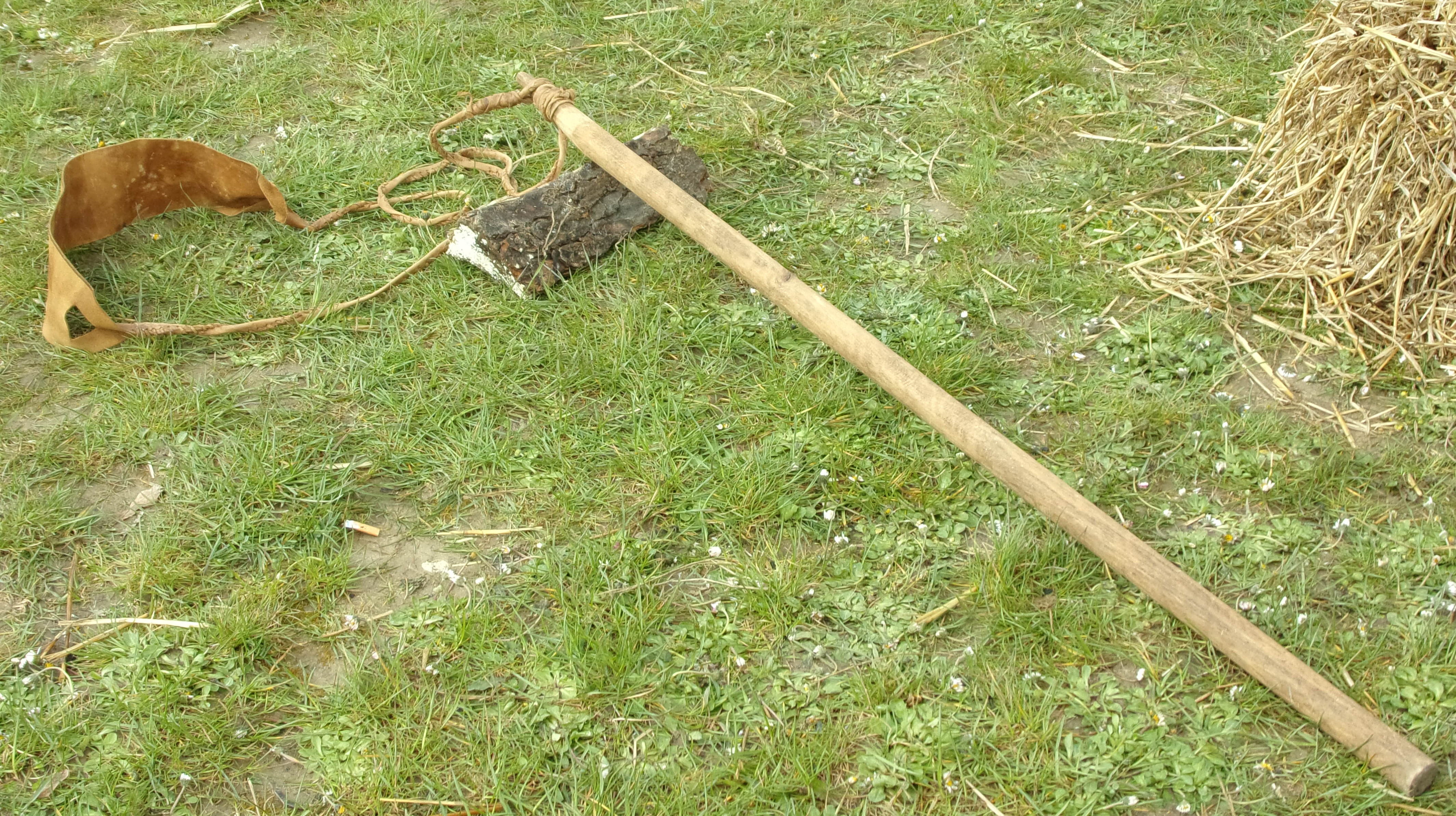
Фустибул.

## Применение пращи

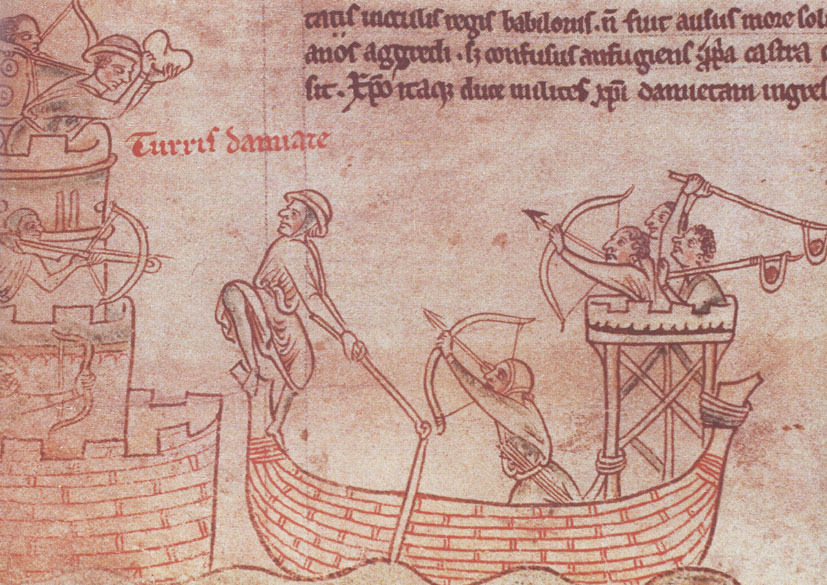
Осада Дамиетты. Миниатюра рукописи «Великой хроники» Матвея Парижского, XIII в.

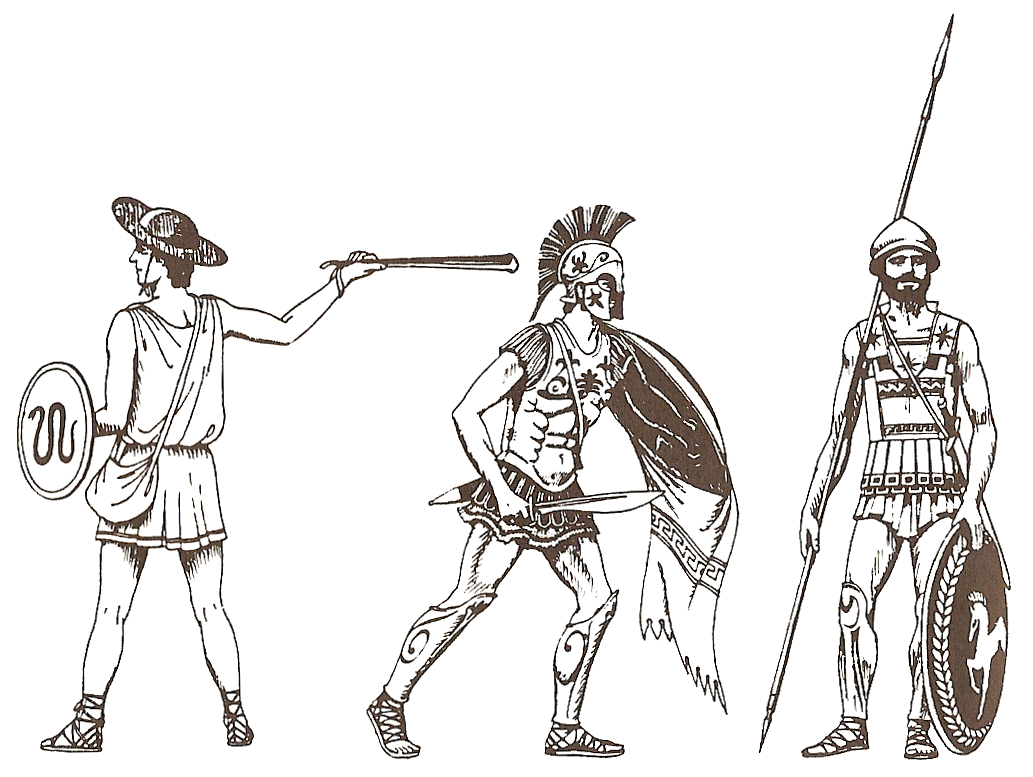
Древнегреческие пехотинцы, пращник и гоплиты.

Наибольшее распространение получила верёвочная или ремённая праща. Она имеет в центре расширенную часть, куда вкладывается один или более снарядов за раз различной либо одинаковой формы (камень, керамический или металлический шарик и тому подобные предметы). Один свободный конец имеет петлю и надевается на кисть руки или палец. Свободный конец пращи пращник придерживает (за редким исключением) той же рукой. Для метания снаряда в рассыпном строю пращник вращает пращу со снарядом в горизонтальной плоскости (как правило, над своей головой) для увеличения дальности и скорости полёта метательного снаряда, постепенно усиливая круговые движения, и в момент наиболее сильного маха выпускает свободный конец пращи. Для метания из пращи в относительно плотном строю греками и римлянами применялось вертикальное раскручивание пращи.
Существовали и другие виды устройств для метания камней. Например, для этой цели могла быть использована палка с ложкой на конце. Иногда камень мог закладываться и в расщеплённый верхний конец палки. Снаряд также могли метать с помощью рукоятки, снабжённой достаточно длинным жёлобом. Впрочем, распространённость подобных конструкций пращи была менее значительна. Исключение составляет «фустибул», который представляет собой обычную пращу, дополненную рукояткой.
Фустибал или праща-бич применялся как древними римлянами, так и в Средневековье. Он представляет собой пращу, закреплённую одним концом к палке. Размеры фустибула бывали самыми разными. Перед броском второй конец также фиксировался на палке. Кроме того, его часто держали двумя руками, что позволяло прикладывать больше силы и использовать более тяжёлые снаряды. Его применяли и для запуска разрывных и зажигательных снарядов. Данная конструкция нашла своё воплощение и в метательных машинах — требушетах.

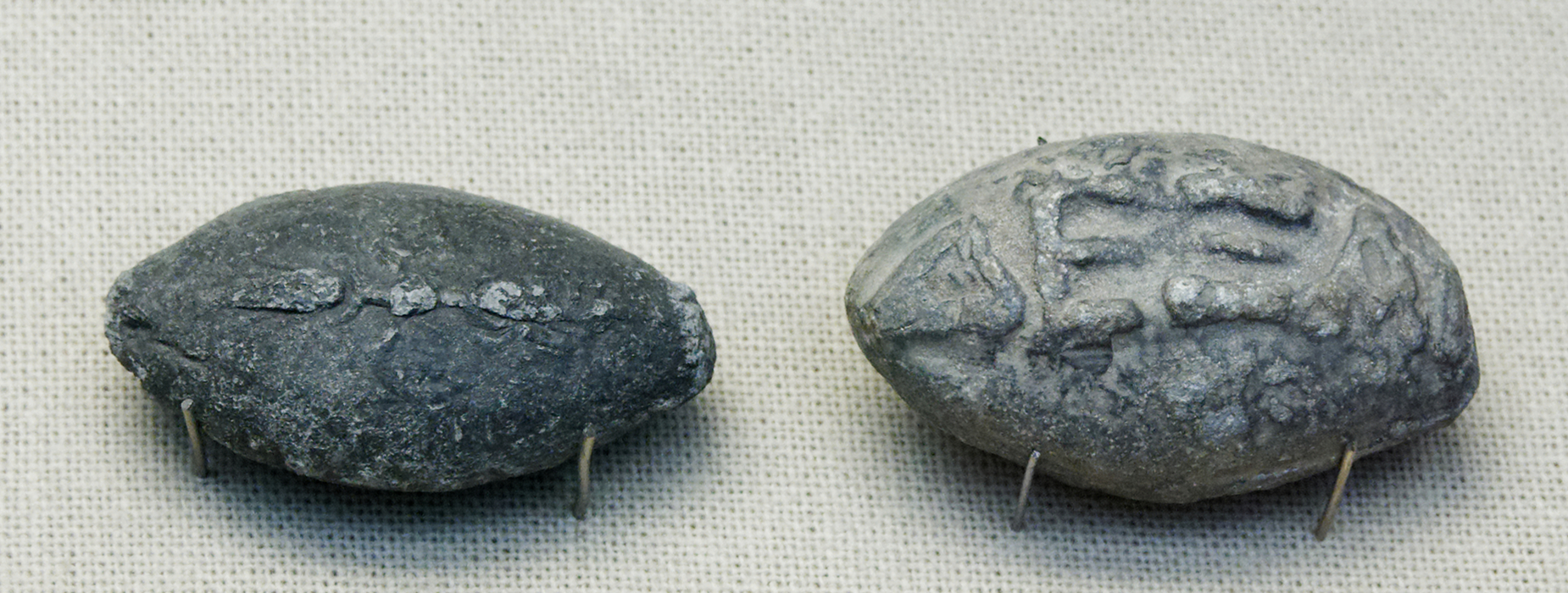
Свинцовые пращные пули с надписью «лови», Греция, Афины, IV век до н. э.

## История
Праща была простейшим приспособлением для метания камней, известным всем народам с глубокой древности.

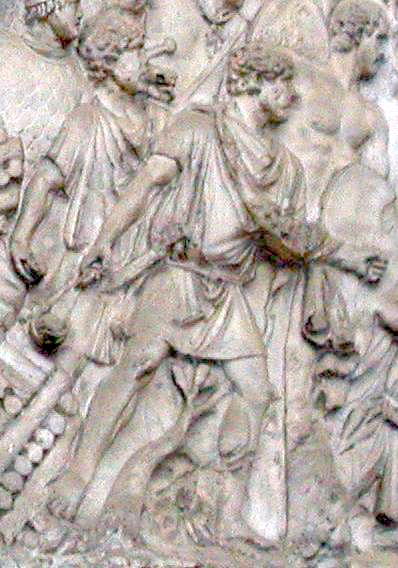
Пращник, барельеф на колонне Траяна
(обратите внимание на вертикальное раскручивание пращи, которое применялось в античных армиях для метания в относительно плотном строю).

Праща широко использовалась в армиях Древнего мира (Египет, Греция (σγενδονήται), Рим (funda) и других) и в Средние века. Самая старая из известных сохранившихся пращей — (ок. 2500 до н. э.) были обнаружены в южноамериканских археологических раскопках, расположенных на побережье Перу. Самая старая из известных сохранившихся пращей в Северной Америке (ок. 1200 до н. э.) была найдена в пещере Лавлок в штате Невада. Самые старые из известных сохранившихся пращей Старого Света были найдены в гробнице Тутанхамона, который умер около 1325 года до н. э. Пара тонко сплетенных строп была найдена с другим оружием. Праща, вероятно, предназначалась покойному фараону для охоты на дичь.
Другая египетская праща была раскопана в некрополе Эль-Лахун в Эль-Файюме в 1914 году Флиндерсом Питри, и в настоящее время находится в Музее египетской археологии Питри. Питри датировал её примерно 800 г. до н. э. Праща была найдена разбитой на три части рядом с железным наконечником. Хотя конструкция хрупкая, она ясна: она изготовлена из лубяного (почти наверняка льняного) шпагата; плетёная и колыбель для снаряда.
Изображения пращи можно найти на артефактах со всего древнего мира, включая ассирийские и египетские рельефы, колонны Траяна и Марка Аврелия, на монетах и на гобелене из Байё. Праща упоминается Гомером и другими греческими авторами.
Эффективность пращи была невелика, но в Европе праща с каменными пулями употреблялась как боевое оружие вплоть до конца XVI века. Основная ценность пращи заключалась в её простоте: ремень было несложно найти или сделать, а каменные боеприпасы почти ничего не стоили. Пращником мог стать любой желающий и снискать славу на поле боя вне зависимости от состоятельности.

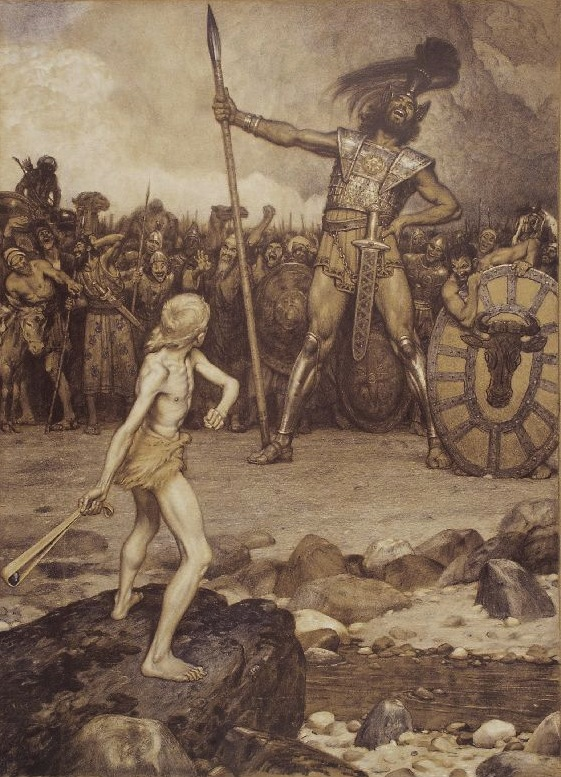
Осмар Шиндлер
«Давид и Голиаф» (1888)

Камень для метания подбирался сравнительно круглый, массой 200—400 граммов, — пуле именно такой массы можно было придать максимальную кинетическую энергию, которая обычно составляла не более 400 джоулей (для сравнения: арбалетные болты в полёте имели кинетическую энергию от 100 до 500 джоулей, стрелы — обычно не более 300, пуля из пистолета Макарова — 320 джоулей). Дальность метания ограничивалась примерно 90 метрами, и его точность оставляла желать лучшего: целиться из пращи вообще сложно, и даже опытный пращник не мог учесть всех индивидуальных особенностей формы и веса пули.
Как альтернатива камню нередко использовалась пуля из обожжённой глины — в античных руинах найдены целые склады таких пуль. Глиняные шарики имели меньшую плотность и летели хуже камней, но они были одинаковы по весу и форме, что положительно сказывалось на точности стрельбы.
Пули из камня и глины были в известной мере опасны для противника, если он не имел доспехов жёсткого или амортизирующего типа (особенно шлемов) и щитов, но в Азии, где в избытке имелись мощные луки, праща всё-таки имела небольшое распространение. Зато она систематически использовалась низшими категориями ополченцев в античной и средневековой Европе, а также индейцами Перу.
Иное качество приобретала праща при использовании тяжелых пуль из железа и особенно свинца. В этом случае дальность её действия как минимум уравнивалась с лучшими луками (свинцовые пули летели на расстояние до 280 метров, железные — до 180 метров), а убойная сила возрастала.
Такое оружие использовалось войсками Ассирии, Персии, Греции, Рима и Карфагена. Причём хотя лук и был намного более точным оружием, пращники с металлическими снарядами ценились выше лучников: свинцовые пули сохраняли большую убойную силу на всём протяжении полёта.
Идея метания из пращи свинцовых ядер почти полностью ушла с упадком античной цивилизации, так как стрельба такими снарядами обходилась слишком дорого (для ста выстрелов требовалось 40 килограммов свинца); дорого стоили и пращники: научиться метко метать пращные пули было сложнее, чем научиться стрелять из лука. К тому же времени, когда в Европе экономика вышла на необходимый уровень, появилось достаточно эффективное огнестрельное оружие.
Инки использовали для пращи золотые пули, которые в силу высокой плотности золота по своим боевым качествам превосходили свинцовые. При этом снаряды из золота использовал только сам Сапа Инка, военачальники из знати кечуа использовали снаряды из серебра (примерно равные свинцовым по эффективности), рядовые воины использовали медные или глиняные снаряды.
Благодаря простоте устройства и дешевизне «боеприпасов» праща продержалась на полях сражений вплоть до XVI столетия и была окончательно вытеснена только с появлением ручного огнестрельного оружия.